# Denkówek
Denkówek – wieś w Polsce położona w województwie świętokrzyskim, w powiecie ostrowieckim, w gminie Bodzechów.
W latach 1975–1998 miejscowość administracyjnie należała do województwa kieleckiego.
Przez wieś przebiega  czerwony szlak rowerowy im. Mieczysława Radwana.

## Historia
W 1827 r. było tu 19 domów i 143 mieszkańców. W 1885 r. Denkówek liczył 31 domów, 235 mieszkańców, 198 morgów ziemi dworskiej i 260 ziemi włościańskiej.
Obecnie Denkówek składa się z dwóch części: Denkówka oraz z Osiedla Denkówek. Osiedle Denkówek powstało w latach 70. ubiegłego stulecia. Liczy 38 domów jednorodzinnych.